# Weißkopflangur
Der Weißkopflangur (Trachypithecus leucocephalus) ist eine Primatenart aus der Gruppe der Schlankaffen (Presbytini). Sie kommt nur in Karstregionen im südlichen China im Autonomen Gebiet Guangxi vor. Das Verbreitungsgebiet liegt in den Kreisen Fusui, Longzhou und Ningming und wird im Norden und Nordwesten vom Zuojiang-Fluss, im Süden und Südwesten vom Mingjiang-Fluss und im Südosten durch die Shiwan-Berge begrenzt.

## Merkmale
Weißkopflanguren erreichen eine Kopfrumpflänge von 55 bis 62 (Männchen) bzw. 47 bis 55 Zentimetern (Weibchen), der Schwanz ist mit 82 bis 89 Zentimetern deutlich länger als der Körper. Männchen sind größer als Weibchen, sie erreichen 8 bis 9,5 Kilogramm, während Weibchen etwa 6,7 bis 8 Kilogramm auf die Waage bringen. Es sind schlanke Primaten mit schlanken Händen und Füßen, die Daumen sind stark verkleinert.
Das Fell dieser Primaten ist im hinteren Bereich dunkel schokoladenbraun gefärbt, der Kopf, die Schultern und die obere Brustregion kontrastiert stark und sind weiß bis elfenbeinfarben gefärbt. Auf dem Kopf befindet sich ein weißer Haarschopf, dessen Spitze auch bräunlich sein kann. Individuell verschieden kann es auch weißliche Regionen auf den Armen, Beinen Händen und Füßen geben. Das körpernahe Drittel des Schwanzes ist bräunlich, der Rest weißlich. Bei den Weibchen verringert sich die weißliche Farbe auf Armen, Beinen und auf dem Schwanz mit zunehmendem Alter. Ob das auch bei den Männchen der Fall ist, ist bisher nicht bekannt. Ursache für die Unterschiede in der Färbung sind möglicherweise Hybridisierungen mit dem Tonkin-Schwarzlangur (Trachypithecus francoisi). Die Schamgegend der Weibchen ist hell gelblich oder weiß. Alle haarlosen Hautpartien, also Gesicht, Ohren, Hände und Füße sind schwarz.
Neugeborene haben ein helles gelboranges Fell und bekommen die Fellfarbe der Erwachsenen innerhalb der ersten sechs Monate ihres Lebens.

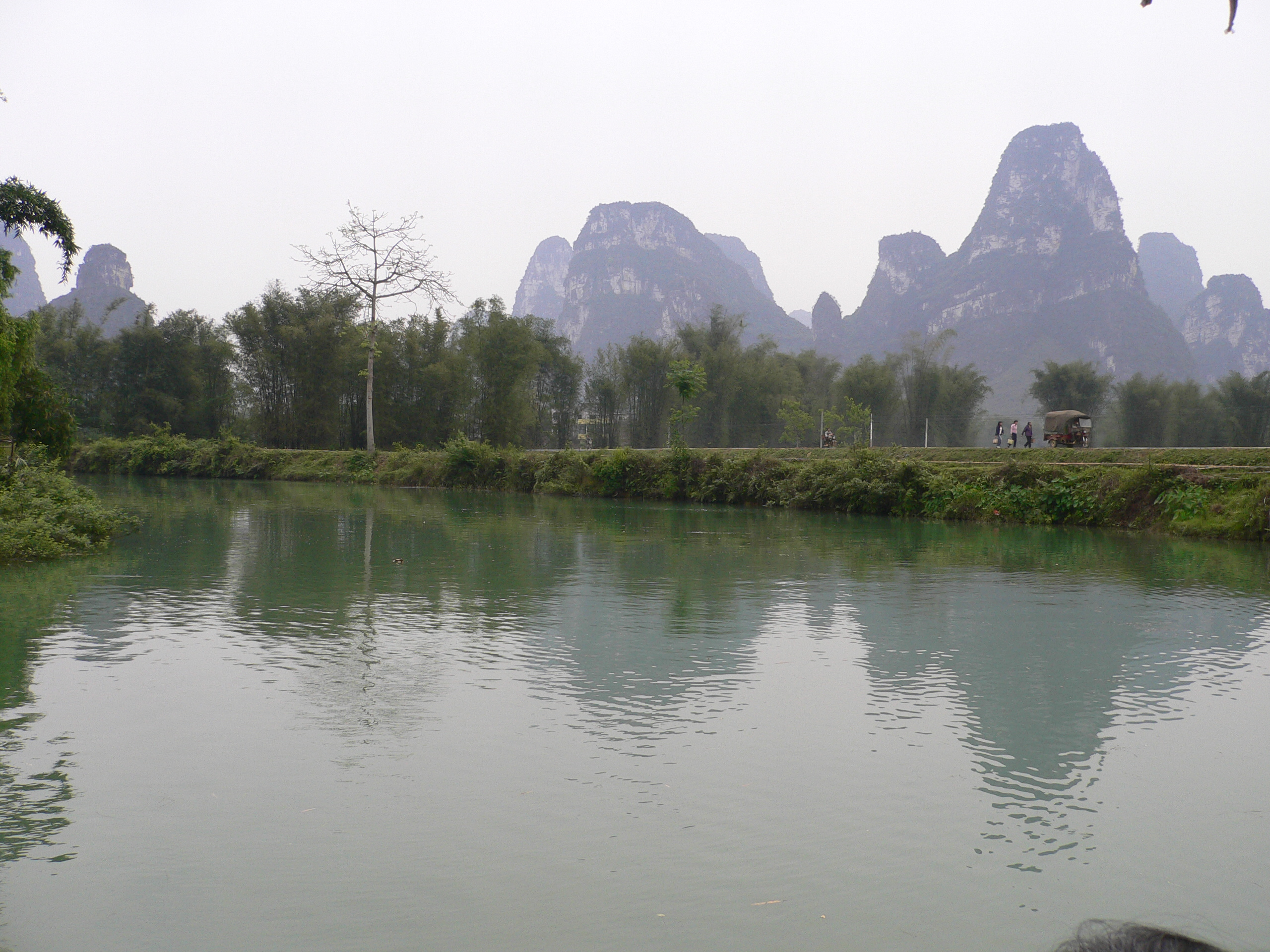
Landschaft in Chongzuo mit den Karstbergen im Hintergrund.

## Lebensraum
Weißkopflanguren leben in Wäldern, die auf 200 bis 300 Meter hohen Karsthügeln wachsen. Das Verbreitungsgebiet ist stark fragmentiert und von intensiv bewirtschaftetem Ackerland umgeben. Die mittlere jährliche Regenmenge liegt bei etwa 1000 mm, die mittlere Jahrestemperatur bei 22 °C, die Maximaltemperatur beträgt 39,5 °C und die tiefste gemessene Temperatur beträgt −0,5 °C.

## Lebensweise
Weißkopflanguren halten sich meist auf Bäumen auf gehen jedoch auch auf den Erdboden. Sie sind geschickte Kletterer, die sich vor allem vierbeinig fortbewegen. Sie sind tag- und dämmerungsaktiv, zur Nachtruhe ziehen sie sich – insbesondere in der kühleren Jahreszeit und bei schlechtem Wetter – in Karsthöhlen zurück. Sie leben in Gruppen von fünf bis elf Tieren. Dies sind Haremsgruppen, die üblicherweise aus einem Männchen, einem oder mehreren Weibchen und dem gemeinsamen Nachwuchs bestehen. Sind zwei Männchen in einer Gruppe vorhanden, so sind es wahrscheinlich entweder Brüder oder Vater und Sohn. Junge Männchen verlassen die Elterngruppe und streifen allein umher oder bilden eigene kleine Gruppen mit bis zu vier Mitgliedern.
Weißkopflanguren ernähren sich vor allem von Blättern, außerdem werden Früchte, Blüten, Käfer und Borke gefressen. In einem Reservat in Fusui fressen sie etwa 50 der 164 dort vorkommenden Pflanzenarten, im Naturreservat Bapen werden Teile von 85 verschiedenen Pflanzenarten verzehrt. An beiden Orten haben Blätter einen Anteil von etwa 90 % an der aufgenommenen Nahrung, 60 bis 80 % sind junge Blätter. Etwa ein bis zwei Drittel des Tages ruhen die Tiere und bis zu 20 % der Zeit wird gefressen. Weißkopflanguren lecken in den frühen Morgenstunden auch Wasser von den Blättern; ansonsten trinken sie Regenwasser aus Karstlöchern. Regelmäßig lecken sie auch Karstfelsen ab, ob dabei Wasser, Insekten oder Flechten aufgenommen werden, ist bisher nicht bekannt.
Weibliche Weißkopflanguren werden mit einem Alter von 3,4 bis 4 Jahren geschlechtsreif, Männchen mit etwa 5 Jahren. Ihr erstes Jungtier bekommen die Tiere in einem Alter von 57 bis 68 Monaten. Die Tragzeit dauert etwa 214 Tage. Es wird immer nur ein einzelnes Jungtier geboren. Geburten gibt es das ganze Jahr über, etwa 80 % finden jedoch von Dezember bis März statt. Die Jungtiere werden 17,5 bis 20,5 Monate lang gesäugt und zwischen zwei Geburten vergehen in der Regel 18 bis 28,4 Monate. Etwa 15 % der Jungtiere sterben im ersten Lebensjahr und die Weibchen bekommen im Durchschnitt nur 2,5 Jungtiere in ihrem gesamten Leben. Ist ihr Lebensraum starken Beeinträchtigungen, z. B. ein geringer werdendes Angebot essbarer Pflanzen, ausgesetzt, so stellen die Affen die Fortpflanzung ein.

## Gefährdung
Weißkopflanguren zählen zu den seltensten Primaten und werden von der IUCN als vom Aussterben bedroht (Critically Endangered) gelistet. Ihr Verbreitungsgebiet ist stark fragmentiert und die Population ist in den letzten 36 Jahren um 80 % zurückgegangen. Innerhalb des etwa 3500 km² umfassenden Verbreitungsgebietes kommt die Art nur noch an 16 verschiedenen Orten vor, mit einer Gesamtfläche von etwa 200 km². Im Jahr 2002 wurde die Zahl der Affen auf 580 bis 620 Individuen geschätzt. Einzelne Exemplare des Tonkin-Schwarzlanguren, dessen Verbreitungsgebiet sich nördlich des Zuojiang-Flusses anschließt, wurden im Verbreitungsgebiet des Weißkopflanguren ausgesetzt und haben sich mit diesen vermischt. Die erste Generation dieser Hybriden und ihre Nachkommen ähneln eher den Tonkin-Schwarzlanguren. Die genetische Diversität der Weißkopflanguren ist äußerst gering. Die ursprünglich im Verbreitungsgebiet vorkommenden Raubkatzen, Leopard und Schneeleopard sind dort inzwischen verschwunden.